# Komuna e Papërit
Komuna e Papërit är en kommun i Albanien.   Den ligger i prefekturen Qarku i Elbasanit, i den centrala delen av landet, 27 km söder om huvudstaden Tirana.
```
Runt Komuna e Papërit är det ganska tätbefolkat, med 
192
 invånare per kvadratkilometer.
[
2
]
```